# Hydrocotyle laxiflora
Hydrocotyle laxiflora är en växtart i släktet Hydrocotyle och familjen araliaväxter.
Arten förekommer i östra Australien. Den beskrevs av Augustin Pyrame de Candolle 1830.